# Il bacio della pantera (film 1942)
Il bacio della pantera (Cat People) è un film horror del 1942 diretto da Jacques Tourneur e prodotto da Val Lewton. La sceneggiatura è stata scritta da DeWitt Bodeen, ma anche Tourneur, il compositore Roy Webb, Lewton e il suo segretario vi contribuirono. Il direttore della fotografia fu Nicholas Musuraca, che collaborò con Tourneur anche per Le catene della colpa. Nel film recitano Simone Simon, Kent Smith, Jane Randolph e Tom Conway.
Il film ebbe un seguito nel 1944, Il giardino delle streghe (The Curse of the Cat People), e un remake del 1982. Nel 1993 Il bacio della pantera è stato scelto per la conservazione nel National Film Registry della Biblioteca del Congresso degli Stati Uniti poiché "culturalmente, storicamente o esteticamente importante".

## Trama
Nello zoo di New York, una disegnatrice di moda serba, Irena Dubrovna, sta ritraendo una pantera nera e suscita l'interesse di un architetto navale americano, Oliver Reed. Irena lo invita al proprio appartamento per un tè; mentre i due si allontanano, viene mostrato uno dei bozzetti scartati dalla donna, che rappresenta una pantera trafitta da una spada. Nell'appartamento Oliver s'interessa a una statua che raffigura un uomo medievale, il quale indossa una corona e impala un gatto con la spada. Irena rivela a Oliver che quel personaggio è il re Giovanni di Serbia e ne racconta la vicenda.
Secondo la leggenda, una demoniaca tribù invase il villaggio natale di Irena e convertì gli abitanti in seguaci del demonio. Quando re Giovanni cacciò la tribù satanica, vedendo ciò che erano diventati i residenti, li condannò a morte. Tuttavia "il più saggio e il più malvagio" di loro fuggì. A poco a poco diventa chiaro che Irena crede di essere una discendente della malvagia tribù e che ha paura di trasformarsi in una pantera se travolta dalla passione, dalla rabbia o dalla gelosia.

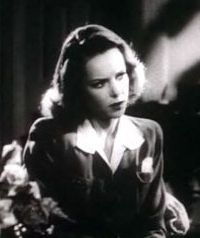
Jane Randolph in una scena del film

Nonostante ciò Oliver la sposa, ma Irena, terrorizzata da cosa potrebbe accadere, evita di dormire con lui. Oliver la persuade a vedere uno psichiatra, il dottor Louis Judd, il quale tenta di convincerla che i suoi timori non sono di natura sovrannaturale. Avendo scoperto che Oliver ha confidato i propri problemi coniugali a un'avvenente collaboratrice, Alice Moore, Irena si sente tradita. Più tardi, mentre cammina da sola in una strada deserta, Alice è inseguita da Irena, che a un certo punto sembra scomparire nel nulla. Alice sale allora su un autobus e Irena riappare affaticata e stravolta nella stessa strada; nel frattempo allo zoo un guardiano scopre alcuni animali uccisi e le impronte di una bestia.
Qualche giorno dopo Alice si trova sola in piscina e si sente seguita da un grande animale, di cui viene mostrata soltanto l'ombra. Alice si tuffa e l'acqua tiene la belva sotto controllo. Quando essa se ne va, la ragazza esce dall'acqua, chiedendosi se abbia immaginato ogni cosa, ma trova i propri abiti ridotti a brandelli.  Irena decide infine di consumare il matrimonio, ma ormai è troppo tardi: Oliver le comunica che chiederà il divorzio, essendosi ormai innamorato di Alice.
Successivamente, al lavoro, lui e Alice vengono minacciati da un feroce animale. Oliver afferra la riga a T (che ha la forma a croce) e dice a Irena di andarsene. Quando la belva se ne va, i due chiamano il dottor Judd per avvertirlo di stare lontano da Irena, ma il dottore riattacca vedendo la donna. Attratto da lei, compie il fatale errore di baciarla: Irena si trasforma in una pantera e lo uccide, sebbene lui riesca a ferirla con un bastone animato. Quando Oliver e Alice arrivano è troppo tardi: Irena se ne va, di nuovo della sua forma umana, allo zoo, dove apre la gabbia della pantera e si lascia uccidere dall'animale.

## Produzione

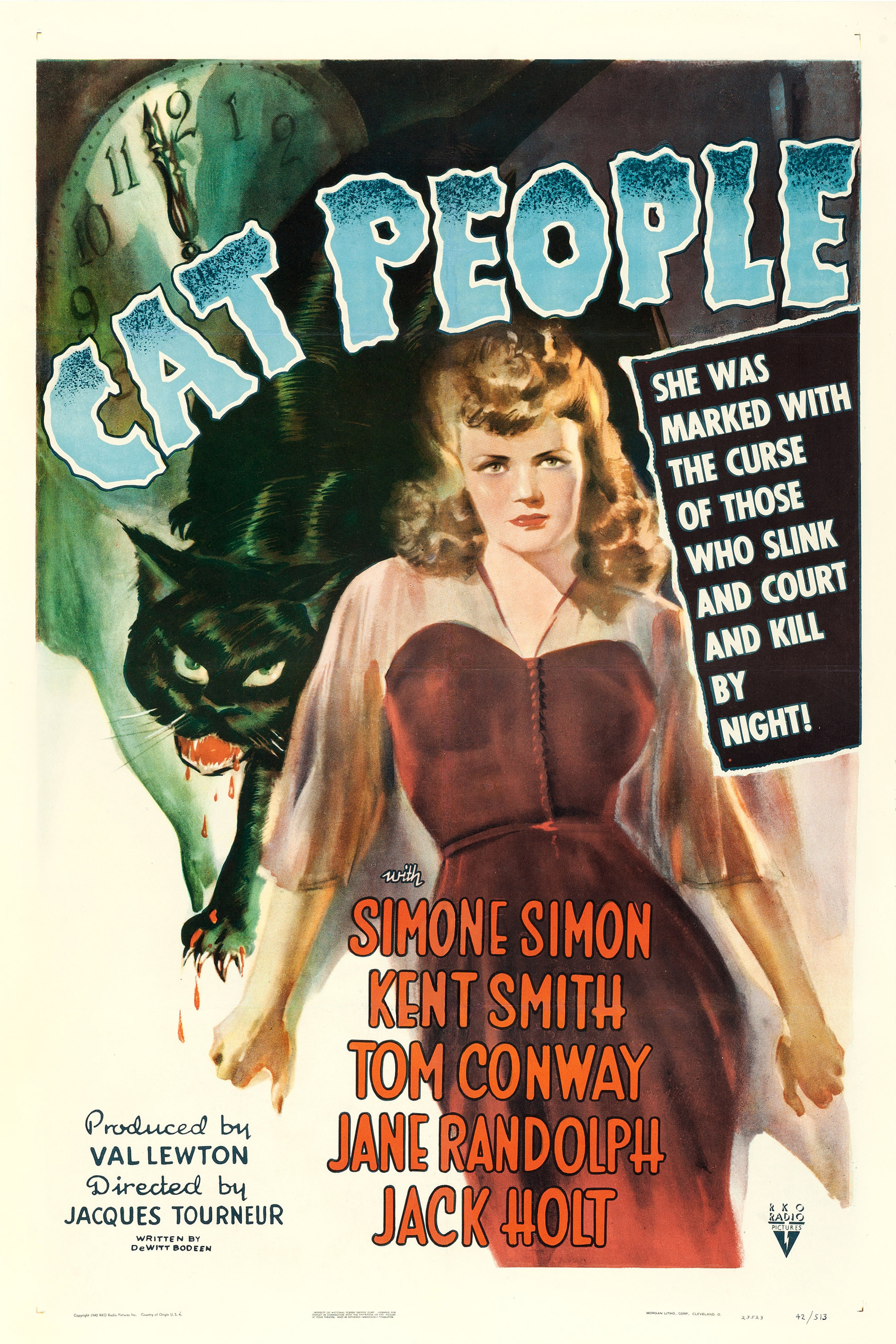
Locandina originale del film

Il bacio della pantera è stata la prima produzione per il produttore Val Lewton, un giornalista, scrittore e poeta che divenne story-editor per David O. Selznick. La RKO assunse Lewton per realizzare film horror a basso costo che non superassero i 150.000 $ per i titoli forniti dallo studio cinematografico.

### Cast
Elizabeth Russell, la cognata di Rosalind Russell, apparve in molti film prodotti da Val Lewton come Il bacio della pantera nel 1942, il sequel Il giardino delle streghe nel 1944, La settima vittima nel 1943 e Youth Runs Wild nel 1944. Successivamente apparve anche nel 1946 in Manicomio (Bedlam), sceneggiato da Lewton.

### Riprese
Il film fu girato dal 28 luglio al 21 agosto 1942 negli studios Gower Gulch della RKO a Hollywood. Costato 141.659 dollari, ne incassò quasi 4 milioni nei primi due anni e salvò lo studio di produzione dal disastro finanziario. Furono utilizzati i set lasciati da precedenti produzioni della RKO di maggior budget (da notare le scale di L'orgoglio degli Amberson).
Fondamentale l'uso della luce che contribuì a interiorizzare il contenuto del film e a provocare un'identificazione più forte e profonda dello spettatore con i personaggi. La pellicola è famosa per il fatto che terrorizza gli spettatori attraverso la suggestione di orrori non visti, come ombre proiettate e ambigui effetti sonori, soprattutto nella celebrata sequenza della piscina. La pantera rimane nascosta fino alle scene finali del film, sebbene Irena mostri un crescente comportamento felino e lo spettatore sia bombardato da immagini di gatti nei dipinti e nelle statue. La conclusione, la vista estremamente breve di Irena che si trasforma in una pantera nera e attacca Judd, fu inclusa a dispetto delle obiezioni del regista, che voleva mantenere l'intera idea il più misteriosa possibile.
Lewton e la sua squadra di produzione reclamarono il merito di aver inventato la popolare tecnica dei film horror chiamata "bus" ("Lewton bus"). Il termine viene dalla scena nella quale Irena sta camminando dietro Alice; lo spettatore si aspetta che Irena si trasformi in una pantera da un momento all'altro e che l'attacchi. Nel momento di maggior tensione, quando la cinepresa inquadra il volto confuso e terrorizzato di Alice, il silenzio è infranto da un suono simile al sibilare della pantera, ma invece è l'autobus che accosta per farla salire. Dopo che l'emozione scompare, il pubblico resta incerto se è accaduto realmente qualcosa di sovrannaturale o meno. Questa tecnica è stata adattata in molti film horror da allora. Ogni volta che il film crea una scena nella quale la tensione sale e muore con un nulla di fatto, anche un semplice bu!, quella scena è un "bus".
Verso la fine delle riprese di Il bacio della pantera, due membri del personale lavorarono per finire la pellicola in tempo, uno di notte, riprendendo gli animali, e uno durante il giorno con il cast.

## Distribuzione
L'anteprima del film si tenne al Rialto Theatre di Manhattan il 5 dicembre 1942, mentre dal 25 dicembre successivo fu distribuito dalla RKO nei normali circuiti cinematografici.

### Edizione italiana
In Italia il film venne distribuito il 6 maggio 1949 dalla RKO con un primo doppiaggio eseguito dalla CDC, oggi considerato perduto. Negli anni settanta fu acquistato da Luigi Cozzi, che ne riscrisse i dialoghi e lo fece ridoppiare dalla CD. Nel 1976 venne nuovamente distribuito nei cinema dalla BBC all'interno della Rassegna del cinema di Fantascienza di Cozzi, con il ridoppiaggio e con il titolo Il figlio della notte, lasciando Il bacio della pantera come sottotitolo. Il 5 maggio 1978 il film riacquistò il primo titolo italiano con la trasmissione sulla Rete 1 Rai.

## Accoglienza e critica
Quando il film uscì, le recensioni furono varie e diverse tra loro. La rivista Variety definì Il bacio della pantera uno «strano lavoro che bilancia la tensione e il brivido», mentre Bosley Crowther del New York Times commentò che "Il bacio della pantera è un tentativo forzato e ovvio di provocare stupore". Il film si rivelò a distanza un horror da cineteca, tutto giocato sui turbamenti del non-detto e su un raffinato geometrismo delle immagini.
Un documentario di Turner Movie Channel sulla pellicola di Val Lewton è stato trasmesso nel 2007 e asseriva che il successo finanziario de Il bacio della pantera, nella distribuzione originaria, era finalizzato a salvare la RKO dalla rovina finanziaria.
Come avvenne per molti dei B-movie che Lewton realizzò per la RKO, tratti positivi e negativi furono trattati con più ambiguità e complessità rispetto a quanto era comune nei film di Hollywood dell'epoca. Il personaggio di Tom Conway, il dottor Judd, è nominalmente il "cattivo" poiché si concede d'innamorarsi di una sua paziente sposata e tenta di cominciare una relazione con lei, tuttavia non è una figura malvagia. Conway riappare come il dottor Judd in un successivo film di Lewton, La settima vittima (The Seventh Victim). Non è chiaro se ciò significhi che sia sopravvissuto all'aggressione o se La settima vittima debba precedere cronologicamente Il bacio della pantera. In La settima vittima, il dottore fa un breve riferimento a un ex paziente che impazzì per un'ossessione, e ciò potrebbe essere un riferimento a Irena.
La recensione di TV Guide elogiò il cast del film: 
Il bacio della pantera ha molti fan. Il noto critico cinematografico Roger Ebert l'ha incluso nella propria lista di grandi film. Sul sito Rotten Tomatoes il 92% delle recensioni del film sono positive.

## Sequel e remake
Lewton accettò il compito di produrre un sequel dal titolo Il giardino delle streghe (The Curse of the Cat People, 1944), diretto da Gunther von Fritsch e Robert Wise, ma il film, che manteneva i ruoli di Kent Smith e Jane Randolph e che mostrava Simone Simon o come un fantasma o qualcos'altro di simile a un amico immaginario, non fu davvero un film horror.
Nel 1982 uscì un rifacimento, Il bacio della pantera, diretto da Paul Schrader e interpretato da Nastassja Kinski, Malcolm McDowell e John Heard.

## Influenza culturale
Cat People viene considerato come uno dei primi film nel quale si fa uso dei cosiddetti jumpscare, ossia tecniche con le quali si cerca di spaventare inaspettatamente lo spettatore tramite scene paurose.
A Il bacio della pantera si allude in una scena del film Il bruto e la bella (The Bad and The Beautiful) del 1952. Jonathan Shields (interpretato da Kirk Douglas) si fa un nome come produttore di un film a basso costo intitolato Il duello degli Uomini-Gatto (Duel of The Cat Men). Viene detto che la chiave del successo del film fittizio è la decisione di Shields di non far vedere i mostri, ma di contare piuttosto sull'oscurità sullo schermo e sull'immaginazione degli spettatori per creare paura quando appare chiaro che i costumi di cui dispone lo studio cinematografico non sarebbero convincenti. Shields rifiuta un'offerta per realizzare un sequel intitolato Il ritorno degli Uomini-Gatto (The Return of The Cat Men).
Il film fu citato nel romanzo Il bacio della donna ragno (El beso de la mujer araña, 1976) dell'autore argentino Manuel Puig, nel quale due compagni di cella passano il tempo discutendo i film che uno di loro ha visto. Sebbene non si faccia il nome di questo film e alcuni dettagli non siano ricordati correttamente, i paragoni con la trama, la citazione di Jane Randolph come una delle attrici e il fatto che la protagonista si chiama Irena indicano chiaramente che Puig si stava riferendo a questo film.
Inoltre anche il film Il bacio del terrore (The Kiss, 1988), diretto da Pen Densham, risente dell'influenza de Il bacio della pantera.